# Knoller C.II
Knoller C.II byl rakousko-uherský průzkumný a bombardovací letoun z období první světové války.
Byl to konvenční dvouplošník s kladně stupněnými křídly, se sedadly pilota a pozorovatele za sebou v otevřeném kokpitu. Podobně jako u předchozího Knollerova typu C.I, horní křídlo bylo šípové, ale s menším šípem. Konstrukce letounu byla celodřevěná, potah křídel tvořilo plátno, trup byl potažen překližkou. Mezikřídelní vzpěry byly ocelové.
Výroba proběhla ve třech sériích po 25 kusech ve firmách Aviatik, Lohner a WKF, první byl dodán rakousko-uherskému letectvu v září 1916. Při zkušebním letu 10. února 1917 se křídla stroje rozpadla a posádka zahynula. Tato havárie vedla k zastavení výroby a dalšího létání s typem. Vyrobené letouny nebyly zařazeny do bojových jednotek, většina byla použita jako pomůcky pro výcvik pozemního personálu.
Jediný dochovaný exemplář letounu je vystaven v Národním technickém muzeu v Praze.

## Specifikace
- Posádka: 2, pilot a pozorovatel
- Délka: 8,54 m
- Rozpětí: 10,37 m
- Výška: 3,02 m
- Nosná plocha: 30 m²
- Hmotnost prázdného letounu: 695 kg
- Pohonná jednotka: 1× Austro-Daimler 6 o výkonu 138 kW (185 k)